# Rock-a-Bye Baby (film)
Rock-a-Bye Baby is een Amerikaanse filmkomedie uit 1958 onder regie van Frank Tashlin.

## Verhaal
Een filmster heeft een drieling gekregen en ze wil niet dat het publiek daarachter komt. Ze heeft het bovendien zo druk met haar carrière dat ze geen tijd heeft om er zelf op te passen. Als ze naar Egypte afreist voor filmopnamen, huurt ze haar oude geliefde Clayton Poole in als kinderoppas.

## Rolverdeling
| Acteur              | Personage                |
| ------------------- | ------------------------ |
| Jerry Lewis         | Clayton Poole            |
| Marilyn Maxwell     | Carla Naples             |
| Reginald Gardiner   | Harold Hermann           |
| Salvatore Baccaloni | Gigi Naples              |
| Hans Conried        | Mijnheer Wright          |
| Isobel Elsom        | Mevrouw Van Cleeve       |
| James Gleason       | Doc Simpkins             |
| Ida Moore           | Bessie Polk              |
| Gary Lewis          | Clayton Poole (als kind) |
| Hope Emerson        | Mevrouw Rogers           |
| Alex Gerry          | Rechter Jenkins          |
| Mary Treen          | Verpleegster             |
| Judy Franklin       | Carla Naples (als kind)  |
| Connie Stevens      | Sandra Naples            |